# Kenichi Yagara
Kenichi Yagara (født 14. september 1981) er en tidligere japansk fodboldspiller.
Han har spillet for flere forskellige klubber i sin karriere, herunder Ehime FC.